# Лашапель-суз-Обена
Лашапе́ль-суз-Обена́ (фр. Lachapelle-sous-Aubenas, окс. Lachapelle sous Aubenas) — коммуна во Франции, находится в регионе Рона — Альпы. Департамент коммуны — Ардеш. Входит в состав кантона Обена. Округ коммуны — Ларжантьер.
Код INSEE коммуны — 07122.

## Население
Население коммуны на 2008 год составляло 1430 человек.
| 1962 | 1968 | 1975 | 1982 | 1990 | 1999 | 2008 |
| ---- | ---- | ---- | ---- | ---- | ---- | ---- |
| 442  | 511  | 631  | 840  | 1107 | 1259 | 1430 |

## Экономика
В 2007 году среди 982 человек в трудоспособном возрасте (15—64 лет) 685 были экономически активными, 297 — неактивными (показатель активности — 69,8 %, в 1999 году было 71,2 %). Из 685 активных работали 614 человек (334 мужчины и 280 женщин), безработных было 71 (40 мужчин и 31 женщина). Среди 297 неактивных 68 человек были учениками или студентами, 92 — пенсионерами, 137 были неактивными по другим причинам.

## Фотогалерея
- Церковь
- Карта коммуны